# Västlänken
Västlänken är en dubbelspårig järnvägsförbindelse under byggnation i centrala Göteborg. Järnvägsförbindelsen kommer att bli åtta kilometer lång varav sex kilometer kommer att gå i tunnel. Tre underjordiska, fyrspåriga stationer byggs: Centralen nära Göteborgs Centralstation, Haga vid Hagakyrkan, och Korsvägen vid Korsvägens kollektivtrafikknutpunkt.
Den officiella byggstarten med det första spadtaget ägde rum i maj 2018, men redan 2017 påbörjades förberedande arbeten. Västlänken är en del av det Västsvenska paketet och var ursprungligen budgeterad till 20 miljarder kronor i 2009 års prisnivå. 2023 framkom det att projektet är försenat och medan den nya stationen vid centralen beräknas öppna 2026, så är slutdatum för hela tunneln framflyttad till 2030 med en budget på 26 miljarder kronor.
Före ombyggnaden är Göteborgs centralstation en så kallad säckstation, vilket innebär att alla tåg som ska vidare från stationen måste "vända" och köra ut samma väg som de kom in. Med Västlänken kommer de tåg som planeras att gå genom tunneln – pendeltåg och några regionaltåg – kunna åka rakt igenom stationen utan att behöva "vända". Tågtunneln frigör därmed spår i säckstationen där samtliga fjärrtåg och resterande regionaltåg även i framtiden kommer att stanna.
Västlänken är ett omdebatterat infrastrukturprojekt. Slutkostnadsprognosen 2023 låg på motsvarande 8,7 miljarder kronor per kilometer bana. Av partierna som valdes in i Göteborgs kommunfullmäktige vid valet 2018 var de flesta positivt inställda till Västlänken. Bland allmänheten i Göteborg och Västsverige är det, enligt SOM-institutets undersökningar, fler som är negativt än positivt inställda till Västlänken.

## Västlänkens sträckning
Sett från norr till söder kommer Västlänken att sträcka sig från Olskroken där den går i markplan och vidare in i tunnel vid Skansen Lejonet. Vid centralstationen passerar den under Nils Ericsonterminalens norra ände och vidare västerut längs Södra älvstranden och under Residenshuset vid Stora Hamnkanalen. Efter en sväng söderut fortsätter tunneln till Haga där den passerar under Hagakyrkan. Därefter gör tunneln en sväng österut under Landala och vidare under Korsvägen, Liseberg och E6 för att slutligen göra en sväng söderut och komma ut till det befintliga järnvägsnätet vid Almedal.

## Historia

### Förhistoria
En utredning om tunnlar för tåg i Göteborg, Lokalbaneutredningen, presenterades av Göteborgs spårvägars spårvägsdirektör Carl Axel Reuterswärd i oktober 1934. Då handlade det om tunnelbana med flera linjer och hållplatser vid bland annat centralstationen, Järntorget och på Hisingen. Utredningen ska dock aldrig ha kommit till dåvarande politikers kännedom. Drygt 30 år senare, 1967, presenterade Stadsbyggnadskontoret i Göteborg den så kallade Stadsbaneutredningen med ett antal snabbspårvägslinjer som i centrala Göteborg skulle gå i tunnlar under marken. Navet skulle vara i Brunnsparken med stationer vid bland annat Järntorget, Korsvägen, Gamlestaden och på Hisingen. Projektet lades ner då det saknades finansiering och för att dåvarande spårvägsdirektör Sixten Camp, som inte ansåg att idén var tillräckligt bra, hellre ville satsa på förarlös spårtaxi.
Nya idéer om en tågtunnel genom centrala Göteborg väcktes i slutet av 1980-talet. Det fördes diskussioner om hur tågsystemet och tillgängligheten till centrala staden skulle kunna förbättras. Flera liknande stadstunnlar finns, till exempel i Malmö (Citytunneln), Köpenhamn (Boulevardtunneln), Oslo (Oslotunneln), Hamburg (City-S-Bahn) och Stockholm (Citybanan).

### Idéstudien 2001
I en idéstudie från 2001 undersökte dåvarande Banverket tillsammans med Göteborgs stad, Göteborgsregionens kommunalförbund, Västtrafik och Västra Götalandsregionen hur kapaciteten vid Göteborgs centralstation skulle kunna höjas på kort, medellång och lång sikt. Bland de kortsiktiga åtgärderna fanns åtgärder i signaler och växlar, och på medellång sikt fanns förändringar i bangården för att möjliggöra fler tågvägar in mot Göteborgs central. På lång sikt fanns flera olika förslag på åtgärder, bland annat en järnvägstunnel under Göteborg – den som senare skulle komma att benämnas Västlänken.

I ett tidigt samråd som presenterades i december 2001 valdes flera av de långsiktiga förslagen bort, däribland en utflyttning av stationen till Gårda och utflyttning av stationen till Olskroken. I båda dessa alternativ var syftet att behålla Göteborgs centralstation för fjärrtåg eftersom merparten av denna trafik ändå har Göteborg som start- eller slutstation. Samrådet kom fram till att det förmodligen var näst intill omöjligt att anlägga nya stationslägen i Olskroken och Gårda, samt att de flesta lokaltågsresenärer har sin målpunkt i centrala Göteborg som kan nås på gångavstånd från nuvarande centralstation. En utlokalisering av stationen skulle, enligt samrådet, innebära att resenärerna hade behövt byta till buss eller spårvagn för att nå centrala Göteborg och att en sådan olägenhet skulle innebära att många istället hade valt att åka bil.

### Förstudien 2002
I Västlänkens förstudie från 2002 prövades ytterligare ett antal förslag och idéer. Många av dessa visade sig ha stora brister eller ge stora negativa konsekvenser och valdes därför bort redan före utställningen av järnvägsutredningen 2006. Denna bortgallring skedde i samarbete mellan olika förvaltningar och myndigheter under två seminarier.
Bland de förslag som gallrades bort fanns följande två tunnelsträckningar, som båda skulle ha gått genom Linnéstaden:
- Centralen-Järntorget-Sahlgrenska-Chalmers
- Centralen-Hjalmar Brantingsplatsen-Lindholmen-Järntorget-Sahlgrenska-Chalmers

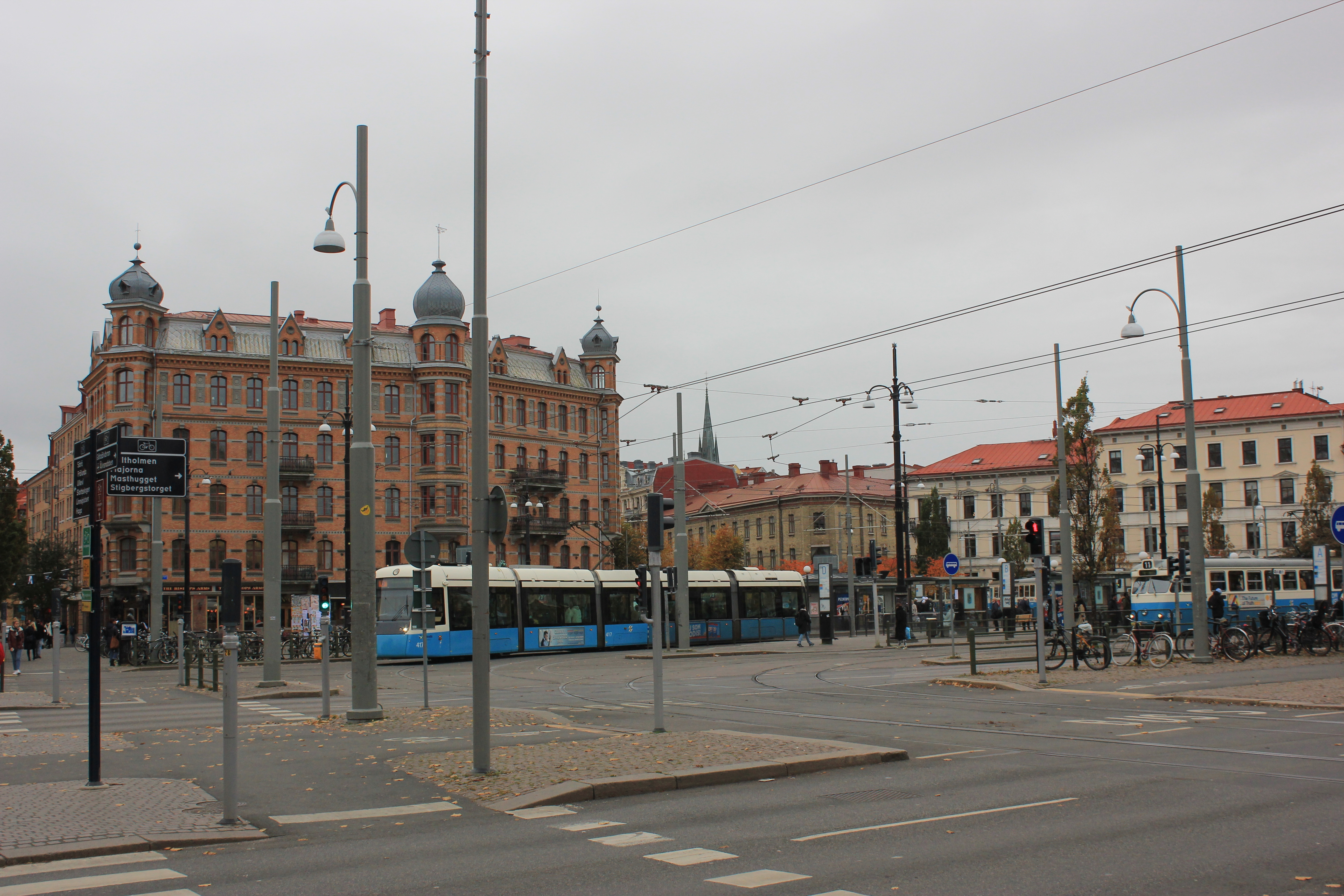
Järntorget i Göteborg, där det finns flera kulturhistoriskt värdefulla byggnader.

Det främsta argumentet för att inte fortsätta att studera dessa två alternativ var att båda skulle ha inneburit permanenta, negativa konsekvenser för kulturmiljön kring Järntorget och Linnégatan där flera kulturhistoriskt värdefulla byggnader hade behövts rivas. Båda alternativen skulle blivit mycket dyra att bygga, i synnerhet alternativet via Hisingen (Hjalmar Brantingsplatsen-Lindholmen). Dessutom förelåg konflikter med antingen Götatunneln eller underjordiska anläggningar vid Rosenlundsverket.
Andra sträckningar eller delar av sträckningar som gallrades bort var: Sträckning via Safjället (Mölndal), sträckning med station under Södra Vägen, sträckning via Vasastaden med station vid Sahlgrenska, sträckning Olskroken-Göteborg Central via Stampen, sträckning via östra delen av Trädgårdsföreningen, sträckning via Framnäsgatan, sträckning via Gamla Ullevi-Skånegatan, rak sträckning under Sankt Sigfrids plan, korsning med Norge/Vänerbanan på bro med flera.

### Järnvägsutredningen 2006
I Västlänkens järnvägsutredning 2006 studerades tre tunnelsträckningar med genomgående järnvägstrafik, samt förstärkningsalternativet som skulle innebära en ny tunnel parallell med den befintliga Gårdatunneln i kombination med en utvidgning av nuvarande centralstation. Att Banverket beslutade att ta med förstärkningsalternativet berodde på att kostnaden för de tre andra alternativen var mycket hög.
- Förstärkningsalternativet (FA)
- Centralen-Haga-Chalmers (UA1)
- Centralen-Haga-Korsvägen (UA2)
- Centralen-Korsvägen (UA3)

### Beslutshandlingen 2007
Järnvägsutredningens beslutshandling kom 2007 och i den hade förstärkningsalternativet, Centralen-Korsvägen och Centralen-Haga-Chalmers valts bort.
Förstärkningsalternativet (även kallat Lisebergsalternativet), som avsåg att bygga ut den befintliga säckstationen vid centralstationen från dagens 16 spår till mellan 26 och 32 spår samt bygga en parallell järnvägstunnel intill Gårdatunneln, ansågs ha sämst samhällsekonomisk nytta jämfört med de tre tunnelalternativen. Alternativet ansågs kunna ge ökad tågkapacitet men inte kunna öka antalet resande mer än marginellt. Det skulle heller inte kunna ge fler bytesmöjligheter men däremot leda till större intrång i stadsbilden och med ljudstörningar som följd. Alternativet förkastades av flertalet remissinstanser.
Alternativet Centralen-Korsvägen, med en tunnel direkt från centralen till en ny station vid Korsvägen, fanns i två varianter: Dels snett över Heden och vidare under Johannebergsgatan, dels via Sten Sturegatan och Skånegatan. I varianten Johannebergsgatan skulle stationen ha hamnat för långt från Korsvägen varför varianten Skånegatan föredrogs. Men eftersom nästan tre fjärdedelar av tunneln hade behövt byggas i lera, beräknades kostnaden för Centralen-Korsvägen – med en ny station – hamna nästan i samma storleksordning som för de två andra tunnelalternativen med två nya stationer vardera. Detta alternativ ansågs därmed ha sämre samhällsekonomisk nytta än de andra två tunnelalternativen. Centralen-Korsvägen beräknades dessutom blir något sämre på att attrahera nya resenärer.
Alternativet Centralen-Haga-Chalmers ansågs ge goda effekter, men stationen vid Chalmers skulle ligga väldigt djupt under marken och därför ha mindre god koppling till omgivningen. Dessutom finns få målpunkter av regionalt intresse vid denna station, utöver högskoleområdet. Centralen-Haga-Chalmers beräknades kosta något mindre än alternativet Centralen-Haga-Korsvägen men ha sämre samhällsekonomisk nytta.

### Centralen-Haga-Korsvägen
Sträckningen Centralen-Haga-Korsvägen fastslogs i järnvägsutredningens beslutshandling från 2007. Detta alternativ hade det största stödet bland de inblandade parterna Banverket (numera Trafikverket), Göteborgs stad, länsstyrelsen i Västra Götalandsregionen, Göteborgsregionens kommunalförbund och Västtrafik.. 
Dragningen anses av Trafikverket och gängse politiker bäst uppfylla de mål som ställts upp. Centralen-Haga-Korsvägen ger högst kapacitet och förväntas ge störst antal ökade tågresenärer. Stor vikt lades till närheten till stora knutpunkter för spårvagnar och lokalbussar, vilket det är vid Göteborg C, Haga och Korsvägen. Samtidigt förväntas sträckningen gynna stadens och regionens utveckling betydligt. Resenärerna sprids ut, restiderna kortas och bytesmöjligheterna ökar.

### Stationer
I planerna för Västlänken finns tre stationer, till skillnad från den enda stationen innan projektet påbörjades.
 Centralen kommer att ligga i ett underjordiskt plan norr om Nils Ericssonterminalen, runt 400 m från spårvagnshållplatsen Drottningtorget 250 m från spårvagnshållplatsen Nordstan och i direkt anslutning till spårvagnshållplatsen Lilla Bommen. Stationen kommer att ha fyra spår längs två perronger.
  Haga station kommer att ligga under Hagakyrkan i stadsdelen Haga. Uppgångar planeras vid Pusterviksplatsen, vid spårvagnshållplatsen Hagakyrkan samt integrerat i en ny planerad byggnad vid Handelshögskolan. Stationen kommer att ha fyra spår längs två perronger.
 Korsvägen station kommer att ligga i ett underjordiskt plan strax söder om spårvägsknutpunkten Korsvägen, med nedgång från dagens hållplatsområde samt från ett läge intill musikhögskolan nära Renströmsparken (Näckrosdammen). En entré vid Götaplatsen med en underjordisk gångtunnel till stationen har diskuterats men valts bort av kostnads- och trygghetsskäl. Stationen kommer att ha fyra spår längs två perronger.

### Finansieringsavtalet 2009 och projekteringsstarten 2011
I november 2009 slöts avtalet om hur det Västsvenska paketet, som inkluderar Västlänken, skulle finansieras och våren 2010 beslutade regeringen att ta med Västlänken i den nationella planen för transportsystem 2010-2021. 2011 påbörjades projekteringen av Västlänken, vilket innebar att ta fram en järnvägsplan.

### Regeringens tillåtlighet samt järnvägsplanen 2014
I juni 2014 beslutade regeringen om tillåtlighet för Västlänken enligt miljöbalken, och i november samma år godkände länsstyrelsen Västlänkens miljökonsekvensbeskrivning. Järnvägsplanen, som i detalj beskrev Västlänkens sträckning i Göteborg, ställdes ut för granskning i december 2014. Efter att länsstyrelsen tillstyrkt järnvägsplanen i augusti 2015, sändes den in för fastställelse enligt 2 kap. 15 § lagen (1995:1649) om byggande av järnväg vid Trafikverkets planprövningsfunktion i Borlänge. För att kunna bygga Västlänken, behövde Trafikverket ansöka om tillstånd för vattenverksamhet, vilket man gjorde vid mark- och miljödomstolen vid Vänersborgs tingsrätt i februari 2016.

### Järnvägsplanen vinner laga kraft år 2017
Järnvägsplanen fastställdes i april 2016. Efter att regeringen, dit Trafikverkets beslut överklagats, den 22 juni 2017 avslagit överklagandena (ärende nr N2016/04527/TIF) vann beslutet laga kraft. Därmed fick Trafikverket rätt att använda den mark som behövs för anläggandet av Västlänken.
Efter att ett antal klagande ansökt om rättsprövning av regeringens beslut, förklarade Högsta förvaltningsdomstolen i dom den 9 oktober 2018 i målet nr 5297-17 att regeringens beslut skulle stå fast.

### Domstolsavgöranden rörande tillståndsfrågan 2017–2019
Den 31 januari 2018 lämnade mark- och miljödomstolen (MMD) genom deldom i målet M 638-16 Trafikverket tillstånd, att bygga Västlänken under iakttagande av vissa villkor. Bland annat att de tidigare antagandebesluten av tunnelns detaljplaner, som hade överklagats till mark- och miljööverdomstolen vid Svea hovrätt, skulle bli rättskraftigt beständiga. 
Mark- och miljödomstolens dom överklagades till mark- och miljööverdomstolen. Den 20 mars 2018 beslutade överdomstolen (mål nr M 1808-18), efter överklagande från Trafikverket, att meddela prövningstillstånd rörande verkställigheten av mark- och miljödomstolens dom. Den 14 maj 2018 förordnade mark- och miljööverdomstolen vidare, i samma mål, att ge ett interimistiskt beslut om verkställighet, det vill säga ett tillstånd för Trafikverket att ta domen i anspråk trots att den inte vunnit laga kraft, samt att lämna prövningstillstånd ifråga om ett visst villkor i domen för luftburet buller och stomljud, dock inte för målet i övrigt. 
Den 10 oktober 2018 meddelade mark- och miljööverdomstolen dom i den del av målet för vilket man meddelat prövningstillstånd. Genom avgörandet ändrades ett villkor (nr 10) i mark- och miljödomstolens dom på så sätt, att avvikelser från de i MMD-domen föreskrivna bullernivåerna skulle tillåtas med tillsynsmyndighetens godkännande om det finns särskilda skäl. Härtill förordnades, att mark- och miljööverdomstolens tidigare givna verkställighetsförordnande skulle fortsätta att gälla. 
Mark- och miljööverdomstolens beslut den 14 maj 2018, att inte bevilja prövningstillstånd för överklagandena i tillståndsdelen överklagades i juni 2018 till Högsta domstolen. Den 1 februari 2019 avslog Högsta domstolen överklagandena, vilket innebar mark- och miljödomstolens dom vann laga kraft.
Den 23 februari 2018 beslutade mark- och miljööverdomstolen, att inte lämna prövningstillstånd för överklagandena av detaljplanerna.

## Finansiering
Västlänken ingår i det Västsvenska paketet som innehåller satsningar för 34 miljarder kronor på kollektivtrafik, järnvägar och vägar i Västsverige. Andra större projekt som ingår i paketet är Marieholmstunneln och Hisingsbron.
Avtalet om medfinansiering av det Västsvenska paketet slöts 2009 mellan de inblandade parterna staten, Västra Götalandsregionen (VGR), Region Halland och Göteborgs Stad. Även Göteborgsregionens Kommunalförbund (GR) är part i avtalet, dock utan att vara medfinansiär. Finansieringen består av 50 procent statliga medel och 50 procent lokala och regionala medel, varav en stor del av de senare är från trängselskatten.
I början av 2010 har kostnaden för Västlänken beräknats bli 20 miljarder.
Tabellen nedan visar hur finansieringen är fördelad inom hela det Västsvenska paketet, som Västlänken är en del av.
| Västsvenska paketet |                           |                  |
| Finansiering via    | Finansiering via          | Andel            |
|                     | Staten                    | 50,0% (17 mdkr)  |
|                     | Trängselskatt (netto)     | 41,2% (14 mdkr)  |
|                     | Göteborgs kommun          | 3,7% (1,25 mdkr) |
|                     | Västra Götalandsregionen  | 2,4% (0,82 mdkr) |
|                     | Realisering av markvärden | 2,2% (0,75 mdkr) |
|                     | Region Halland            | 0,5% (0,18 mdkr) |
| Totalt              | Totalt                    | 34 mdkr          |

| Information | Diagrammet är avstängt. Grafer inaktiverades den 18 april 2023 på grund av programvaruproblem. Nya diagram kan skapas sedan december 2024. |

## Genomförande

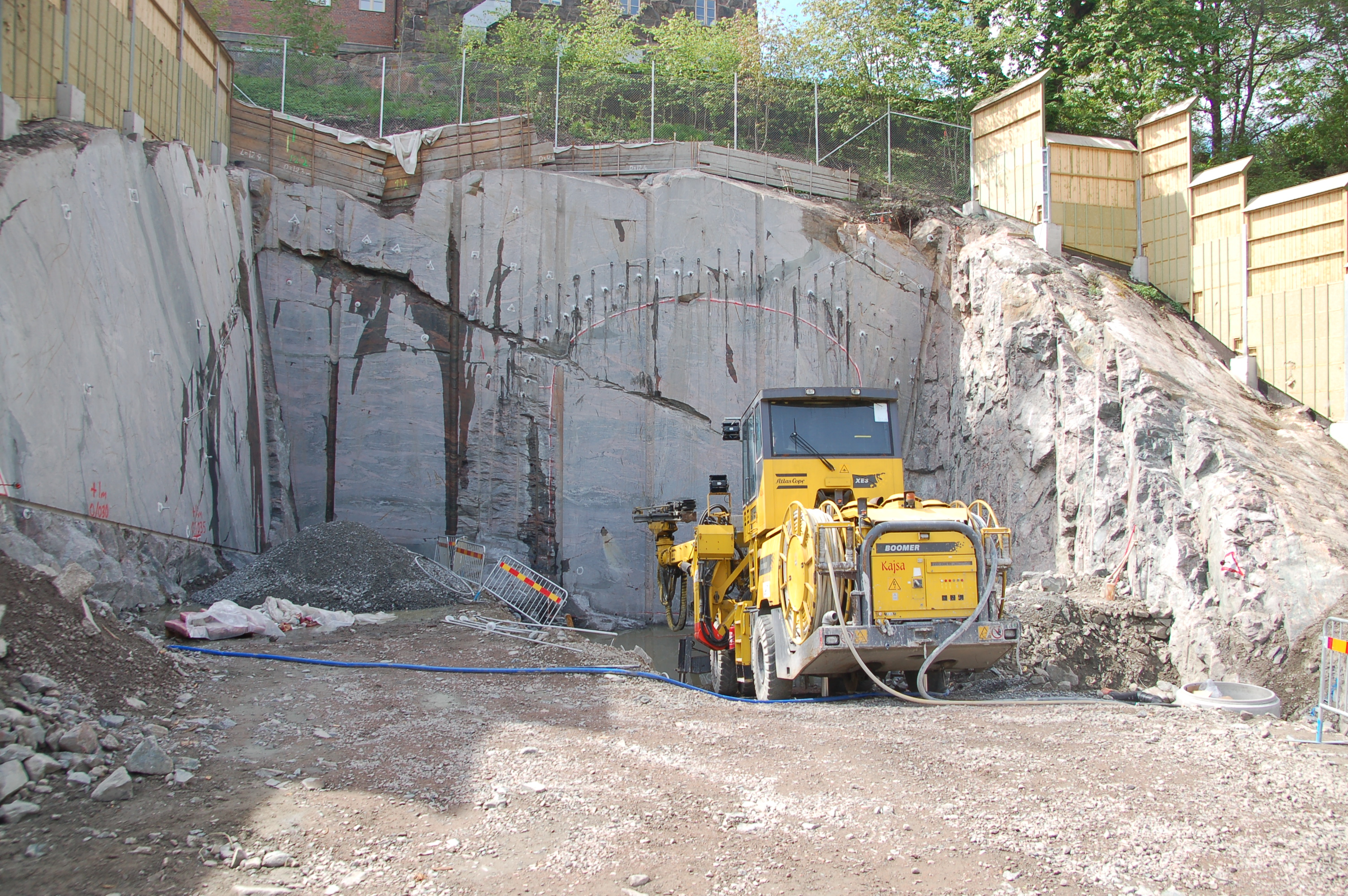
Förberedelser i maj 2019 för sprängning av arbetstunnel intill Chalmerstunneln vid Södra Vägen.

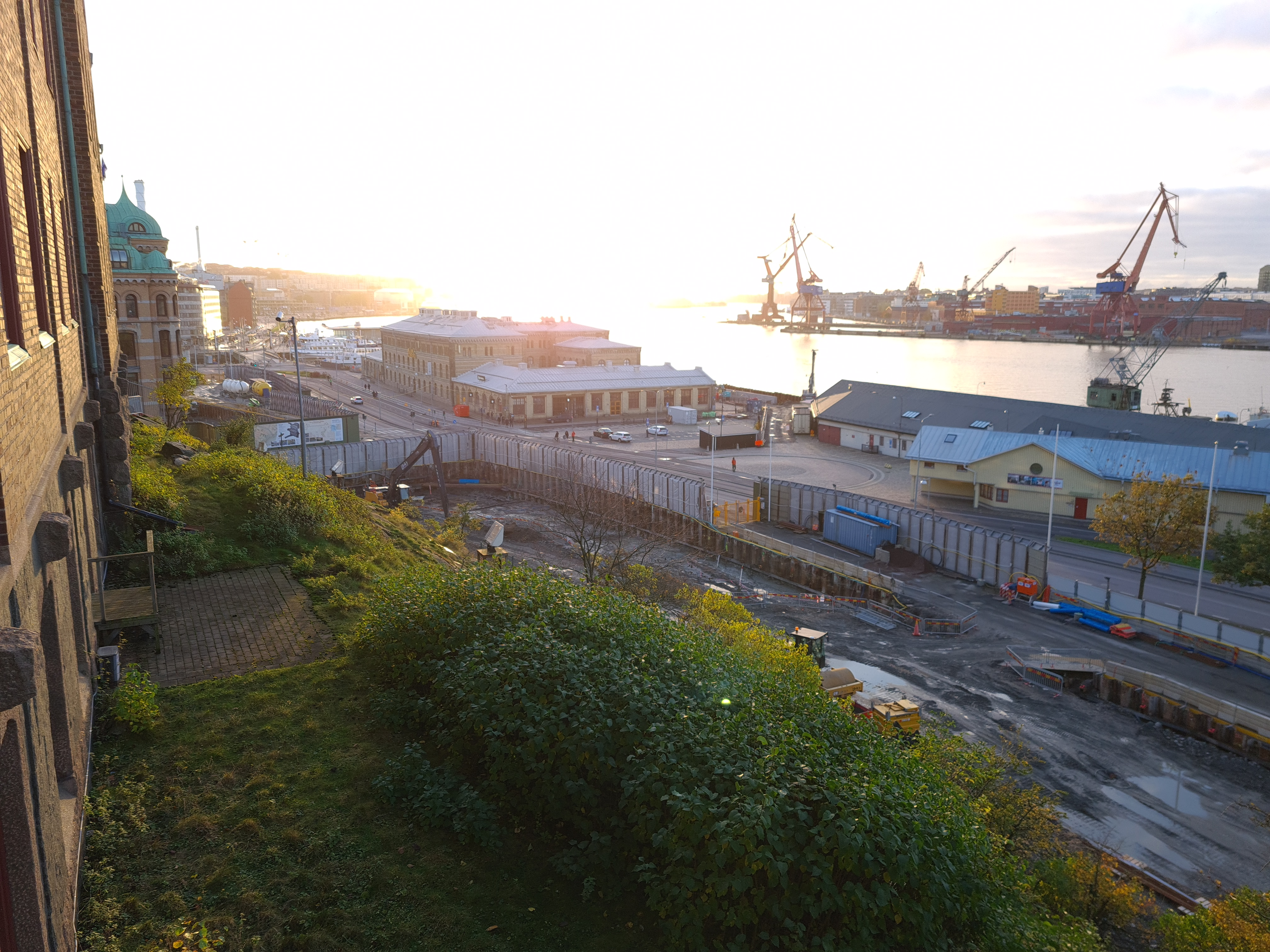
Arbetsplats för Västlänken vid Packhuskajen mellan centralen och Haga

Bygget av Västlänken startade i maj 2018 och planerades pågå fram till 2026. Enligt reviderad tidplan räknar Trafikverket att hela tunneln kan öppna för trafik någon gång mellan 2029 och 2032, där 2030 pekas ut som ett realistiskt öppnandeår. Station Centralen beräknas dock kunna öppna 2026 som tidigare planerat. Den första sprängningen i berg gjordes för arbetstunneln vid Linnéplatsen den 16 augusti 2018. Under delar av arbetet kommer det att förekomma schakt i markplan.

### Västlänkens deletapper
Västlänksbygget är indelat i flera deletapper/entreprenader som tilldelats olika företag och konsortier. Tabellen nedan visar de olika deletapperna sett från norr.
| Deletapp    | Sträcka                                     | Företag/Konsortium                                                                                            |
| Centralen   | E6 vid Skansen Lejonet till Östra Hamngatan | NCC (Sverige) tillsammans med samarbetspartners.                                                              |
| Kvarnberget | Östra Hamngatan till Stora Hamnkanalen      | Gülermak (Turkiet), Astaldi (Italien) och Segermo (Norge)                                                     |
| Haga        | Stora Hamnkanalen till Landala              | Gülermak (Turkiet), Astaldi (Italien) och Segermo (Norge)                                                     |
| Korsvägen   | Landala till Almedal                        | WLC, ett konsortium bestående av NCC (Sverige), Wayss & Freytag (Tyskland) tillsammans med samarbetspartners. |

### Olskroken planskildhet
Olskroken planskildhet är ett separat järnvägsprojekt men är starkt kopplat till Västlänken. Detta järnvägsprojektet byggs samtidigt som Västlänken och innebär att flera av järnvägskorsningarna som är i samma plan på bangården i Olskroken byggs om till planskilda korsningar med flera järnvägsbroar. Projektet sträcker sig längs hela Malmsjögatan i norr fram till Västlänkens nya järnvägsbro över E6 vid Skansen Lejonet i söder. Genom att tågen kan korsa varandras vägar i olika plan på nya järnvägsbroar, ökar kapaciteten till och från Göteborgs central, Västlänken och godstågsviadukten. 
Projektet finansieras av staten och budgeterades till drygt 2,4 miljarder kronor i 2013 års prisnivå. Våren 2020 gjordes en förändring av budgeten till drygt 4 miljarder kronor i 2020 års prisnivå. 157 miljoner av ökningen är indexuppräkning. Resterande kostnadsökning beror bland annat på att man låtit tågen gå i tätare trafik under byggets gång samt att man behövt bygga varsammare än beräknat. Budgeten för Olskroken planskildhet ligger utanför budgeten för Västlänken och det västsvenska paketet. De två projekten samordnas av kostnads- och effektivitetsskäl. Olskroken planskildhet beräknas stå klart 2025/2026.
| Projekt                | Sträcka                               | Företag/Konsortium |
| Olskroken planskildhet | Ånäsmotet till E6 vid Skansen Lejonet | Peab (Sverige)     |

### Påverkan på staden
Av totalt 8 kilometer ny järnväg går 6 kilometer i tunnel. Tunneln har dragits så att den så mycket som möjligt (4 km) skall gå genom berg. Cirka 2 kilometer av tunneln kommer att byggas i jord/lera. På dessa platser grävs ett schakt i vilket tunneln byggs på plats och därefter fylls schaktet igen.
Den totala byggtiden för Västlänken är beräknad till cirka åtta år (2018 till 2026). Ingen plats kommer att vara påverkad av bygget under mer än maximalt tre till fyra år.  På de känsligaste platserna såsom centrala gator och torg kommer byggtiden att begränsas till 6 månader. Övriga delar av tunneln (4 km) går i berg, och kan sprängas utan någon större påverkan på stadsmiljön.

#### Byggnader som påverkas

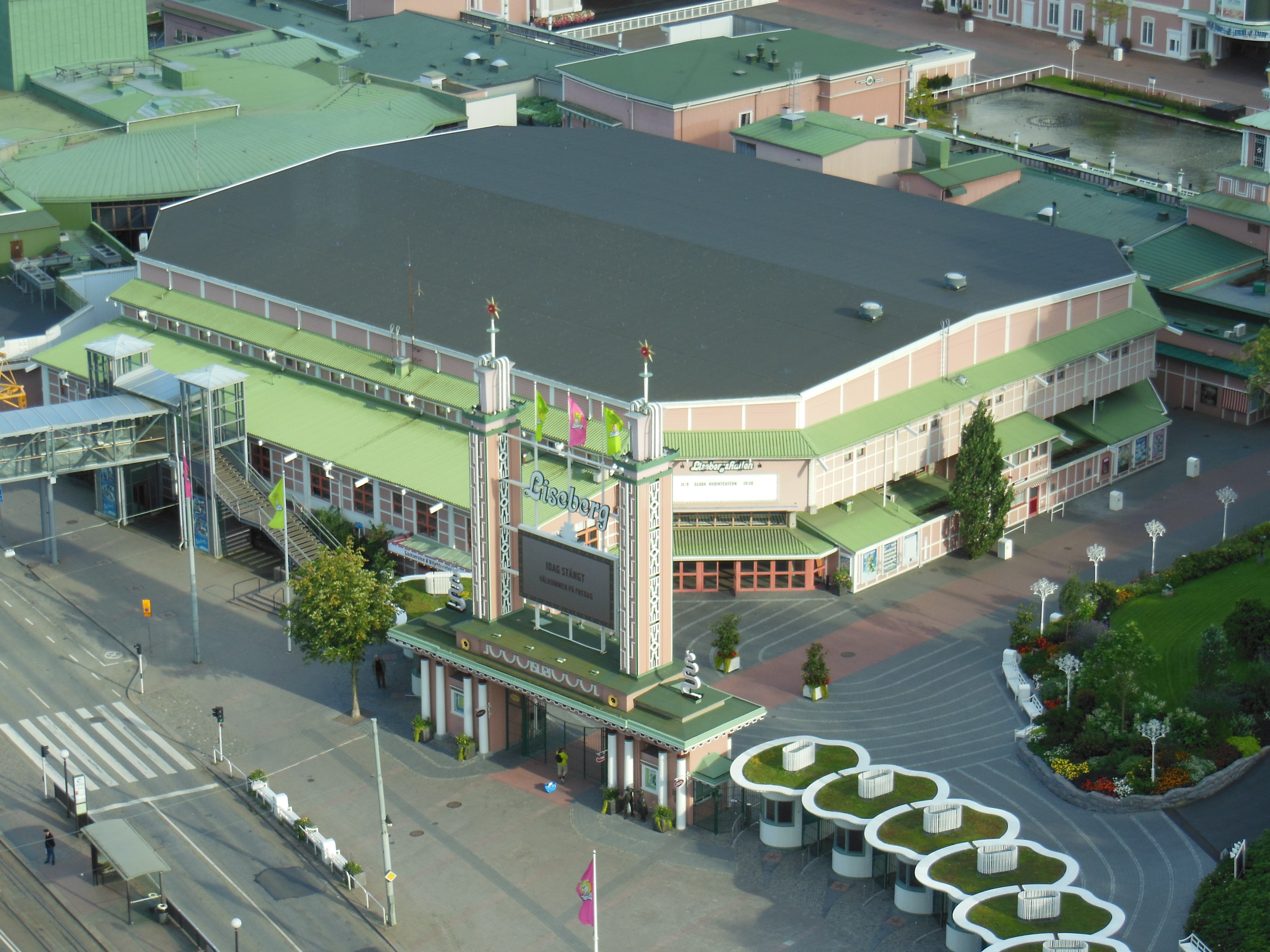
Lisebergshallen revs i januari 2019.

Vissa byggnader påverkas på ett eller annat sätt under bygget av Västlänken.
Volviahallen revs under augusti-september 2018. Byggnaden låg 200 meter öster om Nils Ericson-terminalen och innehöll en sporthall. Platsen kommer att användas tillfälligt under bygget av Västlänken. När Västlänken är klar kommer platsen att användas för ny bebyggelse, park, gata etc.
Lisebergshallen revs under januari-mars 2019. Byggnaden vid Lisebergs nöjespark användes för sport- och musikarrangemang. Västlänkens betongtunnel kommer att byggas i ett schakt på den plats där byggnaden stod. Liseberg har valt att ersätta byggnaden med något annat när bygget av Västlänken är klart.
Stjärnornas Krog och The Green Room revs i början av 2020.  De två restaurangerna låg i en och samma byggnad mellan Lisebergshallen och Stora scenen i Lisebergs nöjespark.
Rondo inne i Lisebergs nöjesfält kommer att bevaras, men samtidigt grundförstärkas då Västlänkens betongtunnel kommer att gå under en del av byggnaden. Rondos kök, som delas med Stjärnornas Krog och The Green Room, kommer att rivas och ersättas med ett tillfälligt kök som byggs ovanpå Mölndalsån.
Även vissa kontors- och förrådsutrymmen intill Stora Scenen inne på Liseberg samt parkeringshuset bakom Stora Scenen kommer att rivas.
Johannebergs landeri vid Korsvägen kommer att bevaras, men samtidigt stöttas upp med balkar under byggtiden.
Skattehuset i Rosenlund kommer att växlas av, vilket innebär att byggnaden får en annan bärkonstruktion medan Västlänkens tågtunnel, som delvis går under byggnaden, byggs.
Residenset på Södra Hamngatan. Under sommaren och fram till och med september 2018 fick gatan utanför Residenset en förstärkt grundläggning. Västlänken kommer att gå från betongtunnel till berg under gatan, sju meter under byggnaden.

#### Konst på planken

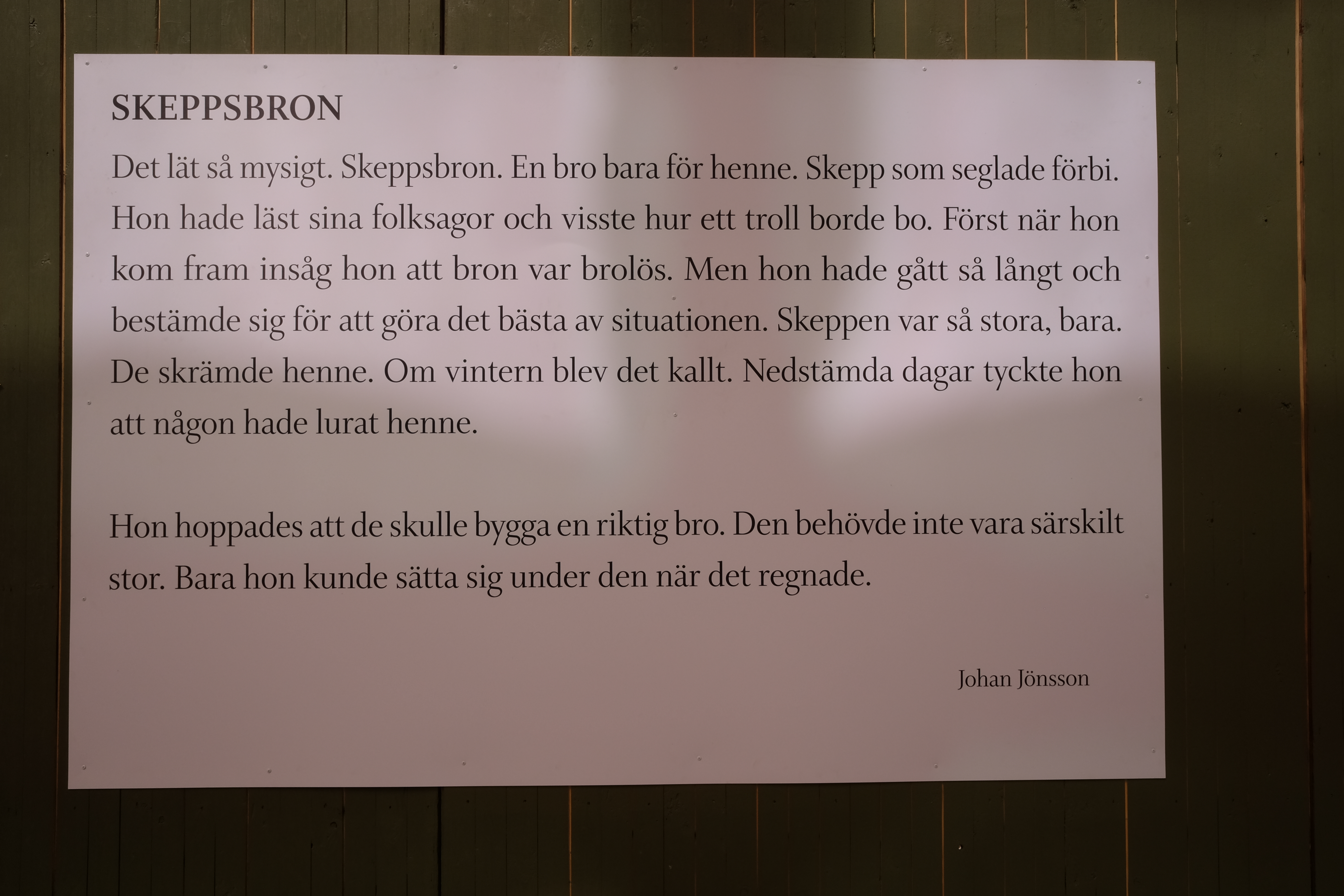
konst på byggplank

Under tiden som Västlänken byggs driver Trafikverket ett konstprojekt för att lindra plankens negativa påverkan på stadsbilden. Det krävs åtta kilometer byggplank runt konstruktionsarbetet. Trafikverket gick ut med en allmän möjlighet för konstnärer att ansöka om att vara en del av projektet Planksidan.

## Trafikering
|  | Head station |

|  | Stop on track |

|  | Stop on track |

|  | Stop on track |

|  | Station on track |

|  | Stop on track |

|  | Stop on track |

|  | Stop on track |

|  | Stop on track |

|  |  | Straight track | Head station |

|  |  | Straight track | Stop on track |

|  |  | Straight track | Stop on track |

|  |  | Straight track | Stop on track |

|  |  | Straight track | Station on track |

|  |  | Straight track | Stop on track |

|  |  | Straight track | Stop on track |

|  |  | Straight track | Stop on track |

|  |  | Straight track | Stop on track |

|  |  | Straight track | Stop on track |

|  |  | Unknown BSicon "KRWg+l" | Unknown BSicon "KRWr" |

|  |  | Straight track | Head station |

|  |  | Straight track | Unknown BSicon "LSTR" |

|  |  | Straight track | Station on track |

|  |  | Straight track | Stop on track |

|  |  | Straight track | Stop on track |

|  |  | Straight track | Stop on track |

|  |  | Straight track | Stop on track |

|  |  | Straight track | Stop on track |

|  |  | Straight track | Stop on track |

|  |  | Straight track | Stop on track |

|  |  | Straight track | Stop on track |

|  |  | Straight track | Stop on track |

|  |  | Straight track | Stop on track |

|  |  | Unknown BSicon "KRWg+l" | Unknown BSicon "KRWr" |

|  | Unknown BSicon "tSTRa" |

|  | Unknown BSicon "tBHF" |

|  | Unknown BSicon "tBHF" |

|  | Unknown BSicon "tBHF" |

|  | Unknown BSicon "tSTRe" |

|  | Station on track |

|  |  | Unknown BSicon "KRWgl" | Unknown BSicon "KRW+r" |

|  |  | Straight track | Stop on track |

|  |  | Straight track | Stop on track |

|  |  | Straight track | Unknown BSicon "tSTRa" |

|  |  | Straight track | Unknown BSicon "tHST" |

|  |  | Straight track | Unknown BSicon "tSTRe" |

|  |  | Straight track | Stop on track |

|  |  | Straight track | Stop on track |

|  |  | Straight track | End station |

|  | Stop on track |

|  | Stop on track |

|  | Stop on track |

|  | Stop on track |

|  | Station on track |

|  | Stop on track |

|  | Unknown BSicon "tSTRa" |

|  | Unknown BSicon "tKBHFe" |

|  | Head station |

|  | Stop on track |

|  | Stop on track |

|  | Stop on track |

|  | Station on track |

|  | Stop on track |

|  | Stop on track |

|  | Stop on track |

|  | Stop on track |

|  |  | Straight track | Head station |

|  |  | Straight track | Stop on track |

|  |  | Straight track | Stop on track |

|  |  | Straight track | Stop on track |

|  |  | Straight track | Station on track |

|  |  | Straight track | Stop on track |

|  |  | Straight track | Stop on track |

|  |  | Straight track | Stop on track |

|  |  | Straight track | Stop on track |

|  |  | Straight track | Stop on track |

|  |  | Unknown BSicon "KRWg+l" | Unknown BSicon "KRWr" |

|  |  | Straight track | Head station |

|  |  | Straight track | Unknown BSicon "LSTR" |

|  |  | Straight track | Station on track |

|  |  | Straight track | Stop on track |

|  |  | Straight track | Stop on track |

|  |  | Straight track | Stop on track |

|  |  | Straight track | Stop on track |

|  |  | Straight track | Stop on track |

|  |  | Straight track | Stop on track |

|  |  | Straight track | Stop on track |

|  |  | Straight track | Stop on track |

|  |  | Straight track | Stop on track |

|  |  | Straight track | Stop on track |

|  |  | Unknown BSicon "KRWg+l" | Unknown BSicon "KRWr" |

|  | Unknown BSicon "tSTRa" |

|  | Unknown BSicon "tBHF" |

|  | Unknown BSicon "tBHF" |

|  | Unknown BSicon "tBHF" |

|  | Unknown BSicon "tSTRe" |

|  | Station on track |

|  |  | Unknown BSicon "KRWgl" | Unknown BSicon "KRW+r" |

|  |  | Straight track | Stop on track |

|  |  | Straight track | Stop on track |

|  |  | Straight track | Unknown BSicon "tSTRa" |

|  |  | Straight track | Unknown BSicon "tHST" |

|  |  | Straight track | Unknown BSicon "tSTRe" |

|  |  | Straight track | Stop on track |

|  |  | Straight track | Stop on track |

|  |  | Straight track | End station |

|  | Stop on track |

|  | Stop on track |

|  | Stop on track |

|  | Stop on track |

|  | Station on track |

|  | Stop on track |

|  | Unknown BSicon "tSTRa" |

|  | Unknown BSicon "tKBHFe" |

Vid planeringen av tunneln har tagits hänsyn till utbyggnader som kan behövas i framtiden. För att kunna öka tågtrafiken behöver banorna runt Göteborg också få större kapacitet - de är samtliga ganska eller mycket hårt belastade. 
Nuvarande och planerad trafik från Göteborg i högtrafik (tåg/timma och riktning, bedömda siffror för framtiden)[källa behövs]
| Riktning                                   | år 2008 | år 2013 | år 2019 | år 2028 | år 2040 (a) |
| mot Stenungsund-Uddevalla                  | 1       | 2       | 2       | 2       | 2           |
| Regionaltåg mot Trollhättan                | 1       | 2       | 2       | 3       | 3           |
| Alependeln                                 | 0       | 4       | 4       | 4       | 4           |
| mot Karlstad/Oslo                          | 0,75    | 0,75    | 0,75    | 1       | 1 (b)       |
| Alingsåspendeln                            | 3       | 4       | 4       | 4       | 4           |
| Snabbtåg mot Skövde-Stockholm              | 1       | 1,5     | 1,5     | 1,5     | - (a)       |
| IC-tåg mot Stockholm/Norrland via Skövde   | 1       | 1       | 1       | 1       | 1           |
| Regionaltåg mot Skövde/Mariestad/Jönköping | 1       | 1       | 1       | 2       | 2           |
| Kungsbackapendeln                          | 4       | 4       | 4       | 4       | 4           |
| Regionaltåg mot Borås                      | 0,5     | 0,5     | 1       | 1       | 4           |
| höghastighetståg mot Jönköping-Stockholm   | -       | -       | -       | -       | 2 (a)       |
| fjärrtåg mot Kalmar/Karlskrona             | 0,5     | 0,5     | 0,5     | 0,5     | 0,5         |
| Regionaltåg mot Varberg-Halmstad           | 1       | 1       | 2       | 3       | 2           |
| mot Malmö                                  | 1       | 1       | 1,5     | 1,5     | 2           |
| Summa                                      | 16      | 23      | 25      | 29      | 32          |

Noter:
- (a) När Götalandsbanan mot Stockholm via Jönköping är byggd.
- (b) Dubbelspårsbyggen i Norge väntas ge över en halvtimme snabbare restider och högre intresse för tåg. Det går 2019 två bussar i timmen till Oslo.

Enligt Banverket och idéstudien till Västlänken trafikerades Göteborg centralstation av ca 340 tåg per vardagsdygn år 2001. Samma år gjordes cirka 31000 resor från eller till Göteborgs central per vardagsdygn. Enligt Banverkets efterträdare Trafikverket är motsvarande siffror för 2013 cirka 600 tåg per dygn och ca 65000 resor. Kapaciteten är otillräcklig för att tillfredsställa alla önskemål om tåglägen från trafikbolagen.
Centralstationens kapacitetsgräns anses ha nåtts kring 2012 då Alependeln infördes, men den har tänjts lite på under åren efter det.
Tunneln blir tekniskt sett inte en tunnelbana, eftersom den är avsedd för tåg på det vanliga järnvägsnätet och kommer att trafikeras främst av Göteborgs pendeltåg från Alingsås, Kungsbacka och Älvängen. Även vissa regionaltåg från Vänersborg, Uddevalla och Borås, samt framtida pendeltåg från Stenungsund samt Landvetter flygplats, är tänkta att trafikera tunneln. Fjärrtågen blir kvar på den nuvarande säckstationen och kommer att använda den existerande Gårdatunneln för södergående trafikering.

## Alternativ till Västlänken
Det så kallade förstärkningsalternativet var ett förslag från dåvarande Banverket och gick ut på att öka antalet spår i säckstationen vid Centralen samt bygga en parallell tunnel intill Gårdatunneln till Lisebergsstationen. Detta alternativ utreddes inom Västlänksutredningen såsom beskrivs under rubriken Järnvägsutredningen 2006 ovan.
Ett av de mest utredda alternativen var Centralen-Korsvägen och hade en tunnel direkt från centralen till en ny station vid Korsvägen. Den avvisades för att den i huvudsak skulle behövt byggas i lera, vilket är betydligt dyrare och skulle orsakat betydligt mer trafikstörningar under byggtiden. Dessutom skulle det inneburit en station färre än det valda alternativet.
Ett annat alternativ som föreslogs var att bygga en vändslinga för pendeltåg ovanför spåren. Det skulle flytta upp till 12 avgångar per maxtimme från dagens spår. Det avfärdades för att plattformar enligt regler måste vara raka (för att personal ska kunna se om någon fastnat i en dörr), vilket skulle kräva en slinga på cirka 600 m diameter, som inte skulle få plats. Dessutom skulle inga restider minskas, vilket var ett politiskt önskemål.
En oberoende grupp stadsplanerare och arkitekter har också föreslagit ett annat alternativ, kallat Centralstation Gårda. Trafikforskare har bedömt detta alternativ och funnit att restiden från pendeltågsstationerna till stora arbetsplatser i staden skulle bli längre än dagens lösning. Stora kostnader skulle också tillkomma för lokala anslutningar.
Ytterligare förslag har förts fram av privata förslagsställare, men de har vanligen liknat någon av de ovanstående alternativen. Till exempel en tunnel från Centralen via Ullevi till Lisebergsstationen, vilket skulle kostat mycket pengar utan någon ny station i attraktivt läge.[källa behövs] En bakgrund är att sträckan Almedal–Centralen är ganska hårt belastad, och om man ska bygga ny järnväg Göteborg–Borås och eventuellt via Jönköping till Stockholm, behövs två nya spår mellan Almedal och Centralen. Dessa två spår kan alltså dras på olika sätt, parallellt med existerande sträcka, eller nergrävt närmare Korsvägen/Heden, eller i bergtunnlar via Haga (den beslutade Västlänken).[källa behövs]

## Omdebatterat projekt
Det förekommer tidvis intensiv debatt kring Västlänken, både i medier och i politiska sammanhang. Både kritiska och positiva debattinlägg och insändare skrivna av privatpersoner, politiker, organisationer, Trafikverket och Göteborgs stad har förekommit i tidningar och på nätet.

### Politiskt stöd och motstånd
Bland de partier som valdes in i Göteborgs kommunfullmäktige vid valen 2010 och 2014 hade Västlänken stöd av samtliga partier utom Vägvalet och Sverigedemokraterna. Även efter valet 2018 har Västlänken stöd av majoriteten av de invalda partierna. Det negativa partiet Vägvalet åkte ur kommunfullmäktige, men ersattes istället av det negativa partiet Demokraterna som blev andra största parti i Göteborgs kommunfullmäktige med strax under 17 procent av rösterna. Även Sverigedemokraterna ökade något till drygt 8 procent.
| Information | Diagrammet är avstängt. Grafer inaktiverades den 18 april 2023 på grund av programvaruproblem. Nya diagram kan skapas sedan december 2024. |

Bland de Västlänkskritiska politikerna har framför allt demokraterna Martin Wannholt och Henrik Munck synts. Båda är kommunalråd i Göteborg och tidigare representerat Moderaterna respektive Miljöpartiet. Även andra politiker på kommunal-, regional- och riksnivå har uttryckt negativa åsikter om Västlänken.
Hos Moderaterna i Göteborg fanns det 2015 enskilda politiker som ville utreda alternativ till Västlänken, men i maj 2015 gav en stor majoritet i den moderata förbundsstämman i Göteborg sitt stöd åt Västlänken och trängselskatten och förkastade de motioner som ville ha bort eller utreda dessa.

### Allmänhetens inställning till Västlänken
Enligt SOM-institutets årliga undersökningar har allmänhetens inställning till Västlänken försämrats mellan 2011 och 2017. Balansvärdet minskade från +34 till -4 för hela Västsverige, och från +43 till -17 i Göteborgsregionen. De flesta negativa finns bland personer som är 50 år eller äldre, medan det för personer som är yngre än 50 år är fler positiva än negativa. 2019 års SOM undersökning visade ett balansvärde för de boende i Göteborgsområdet på -5, upp från -17 2017.
Linjediagrammet visar förändringen i allmänhetens inställning till Västlänken enligt Den västsvenska SOM-undersökningen. Balansvärdet räknas ut genom att ta andelen bra/mycket bra minus andelen dåligt/mycket dåligt. Ett negativt värde innebär att andelen negativa är fler än andelen positiva. I linjediagrammet är inte de som svarat varken bra eller dåligt eller ingen uppfattning medräknade. Dessa visas istället i cirkeldiagrammet som avser år 2017 och hela Västsverige. (Balansvärdet för 2011 är från 2012 års rapport och så vidare.)
| Information | Diagrammet är avstängt. Grafer inaktiverades den 18 april 2023 på grund av programvaruproblem. Nya diagram kan skapas sedan december 2024. |

| Information | Diagrammet är avstängt. Grafer inaktiverades den 18 april 2023 på grund av programvaruproblem. Nya diagram kan skapas sedan december 2024. |

SOM-institutets undersökningar visar också att ju sämre man tycker om Västlänken, desto lägre förtroende har man för politiker i Göteborg.
Trafikverkets attitydundersökning från 2016 visade att bland de personer som var negativt inställda till Västlänken, kunde cirka 40 procent acceptera att tunneln ändå byggs.

### Synpunkter
Förutom de större områden enligt nedan som debatterats, så har det också framförts synpunkter på att det kan finnas andra alternativ som, enligt deras upphovspersoner, ger samma kapacitetshöjning till mycket lägre kostnad. De alternativ som kritiker fört fram kan, enligt Trafikverket, inte ge den efterfrågade kapacitetsökningen, restidsförkortningen och ökade resandet.

#### Ifrågasatt samhällsnytta
Kritiker menar att analyser med traditionella metoder visar att Västlänken har kraftigt negativ samhällsnytta. Trafikverkets beräkningar ska ha visat på mer än 11 miljarder kronor i negativ samhällsnytta.
Enligt Trafikverket finns det stora och positiva samhällsekonomiska effekter av Västlänken som inte kvantifieras i den samhällsekonomiska kalkylen, men som måste tas med vid en bredare analys. Det rör sig bland annat om ett robustare och mindre störningskänsligt järnvägssystem, ökade möjligheter till tågpendling, regionförstoring, miljöeffekter och så vidare. Den underliggande prognosen för tågtrafikering och resandeutveckling i den samhällsekonomiska kalkylen "bygger på försiktiga antaganden och är sannolikt underskattad." Sammantaget menar därför Trafikverket att Västlänken är samhällsekonomiskt motiverad.

#### Ifrågasatta faktaunderlag

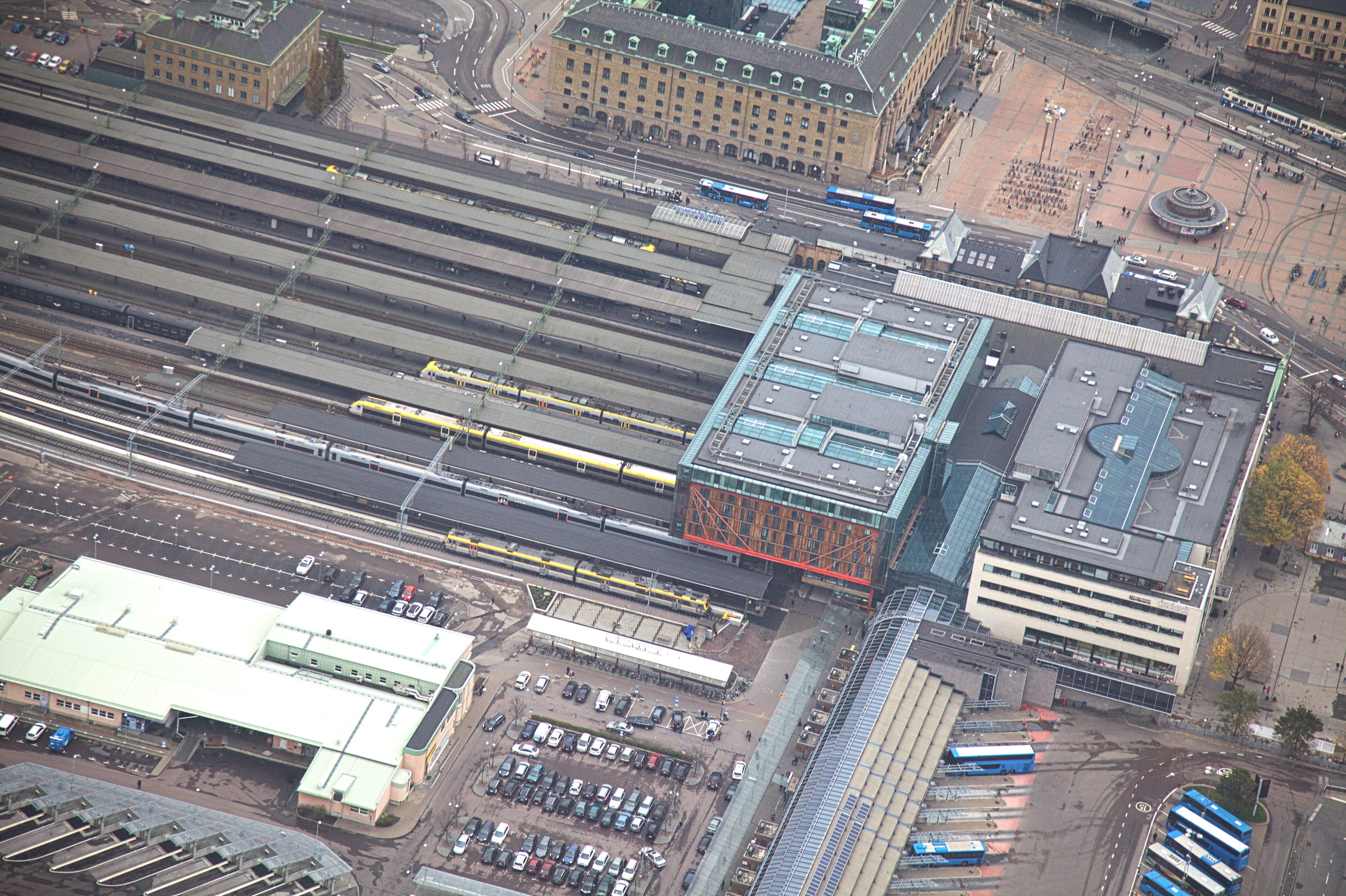
Göteborgs centralstation, med spåren till vänster, Drottningtorget uppe till höger, och Nils Ericsonterminalen längst ner.

Ett viktigt motiv bakom Västlänken är bristande kapacitet vid Göteborgs centralstation. Att Västlänken verkligen skulle innebära någon ökad kapacitet har dock ifrågasatts av exempelvis nätverket "Stoppa Västlänken Nu". Nätverket hävdar istället att tunneln skulle utgöra en försämring på så sätt att antalet avgångar inte ökar och att många skulle få längre restid än idag. Detta tillbakavisas av Trafikverket. Nätverket har även framfört att en planerad planskildhet i Olskroken kan komma att utgöra en flaskhals som kommer begränsa antalet tåg.
Tidiga bedömningar av dåvarande Banverket 2006 visade att Västlänkens trafiksiffror var väldigt osäkra. I senare samhällsekonomiska kalkyler av Trafikverket har det visats att resandeprognosen "bedömts underskatta det framtida resandet då den årliga tillväxttakten i prognosen för kollektivtrafik är låg jämfört med nuvarande utveckling i storstadsområden".

#### Säkerhet
Räddningstjänsten i Storgöteborg har uttryckt oro över Västlänkens säkerhetskoncept där delar av tågtunneln inte kommer att ha en parallellgående säkerhetstunnel utan istället förses med hisschakt från markplan. Enligt räddningstjänsten kommer en räddningsinsats att påverkas på ett omfattande sätt då hisschakt skulle kunna försvåra positionering och beskrivning av en olycka. Hisschakt skulle även kräva mer räddningspersonal vid en olycka samt att mer resurser lades på övningar i liknande scenarier.
Räddningstjänsten har samtidigt påpekat att man delar Trafikverkets bedömning om att trafikanternas självutrymningsmöjligheter är god och säkerhetsmässigt i nivå med annan infrastruktur under marken. Enligt Trafikverket har man i samråd med räddningstjänsten kommit så långt i diskussionerna att den lösning man valt troligtvis kan accepteras. Trafikverket har även sagt sig kunna vara behjälplig vad gäller utbildning och mer resurser.

#### Schakt och störningar av trafiken

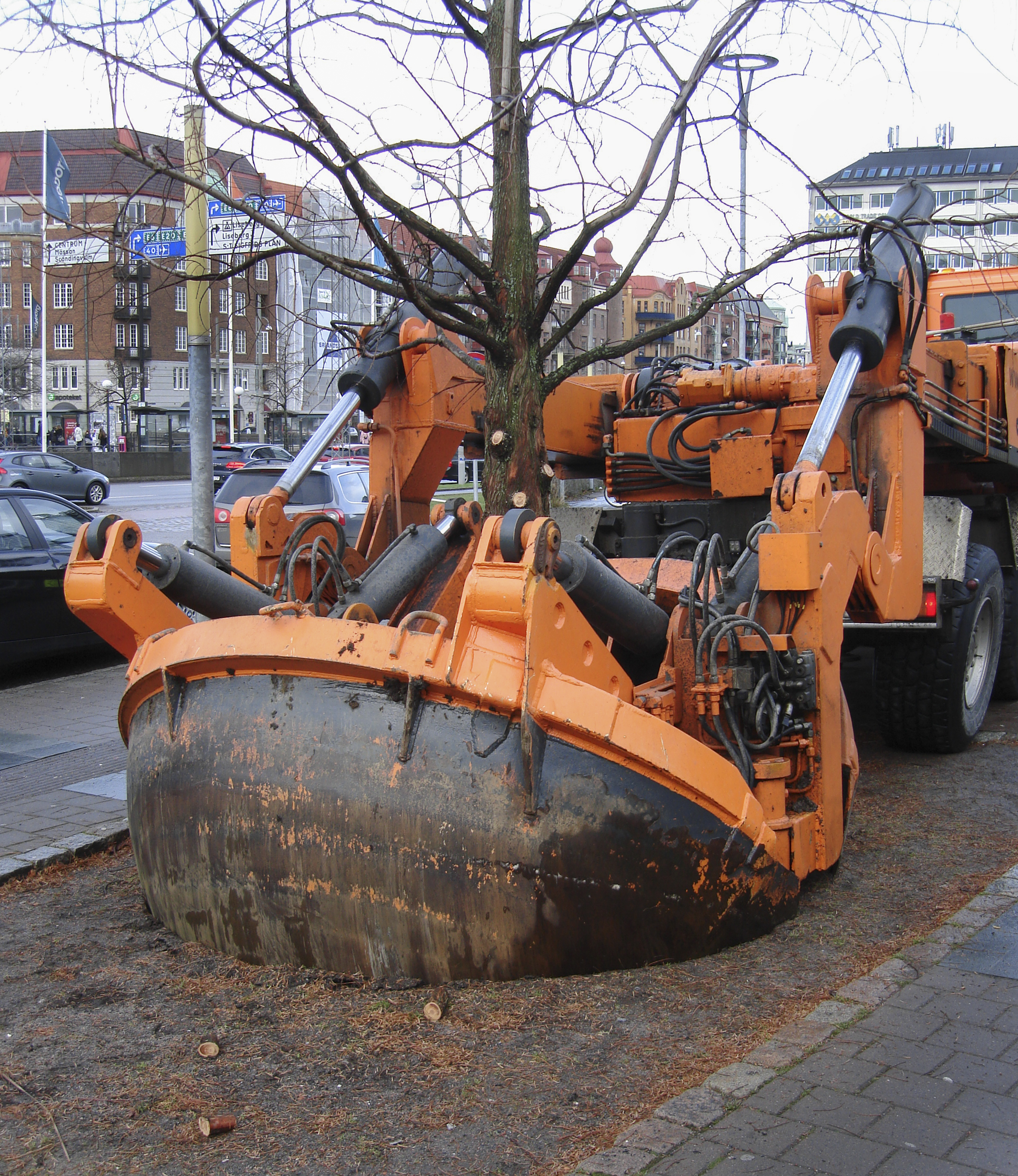
Trädflytt. Förberedelser inför bygget av Västlänken vid Korsvägen i november 2017.

Staden kommer att påverkas under byggtiden, där de känsligaste delarna påverkas under sex månader och andra delar i upp till tre år. De boende längs den tänkta sträckningen kan komma att störas vibrations- eller ljudmässigt. Trafikverkets riktlinje är att inga boende ska behöva utsättas för fler än fem störningstillfällen med maximal ljudnivå som överskrider 55 dB(A) mellan klockan 22.00 och 06.00.
Trafikflödet kommer påverkas under tiden då tunneln byggs. Tung trafik med bland annat bergs- och schaktmassor kommer att öka i centrum. 170 000 lastbilstransporter behövs för detta under byggtiden. Delar av tunneln måste byggas i öppna schakt, vilket innebär att ett dike grävs och tak och väggar byggs sedan.

#### Påverkan på träd och fornminnen
Det finns risk att gamla träd som växer längs Västlänkens sträckning inte kommer att kunna bli kvar. Dessa kommer antingen tas ned eller flyttas. De träd som flyttas endera permanent till en annan plats eller temporärt, för att planteras tillbaka när bygget är färdigt. De träd som inte återkommer, för att de flyttats permanent till annan plats eller tagits ner ersätts med ett eller flera nya träd efter avslutat bygge. Trafikverket uppskattar antalet träd som kommer att påverkas i Haga till 100, vilket ifrågasatts och att kanske 500 träd kommer beröras på ett eller annat sätt. Hösten 2018 flyttades 50 träd, varav ett (en bok) som vägde 183 ton och flyttades 75 meter.
Fornminnet under skattehuset i Rosenlund, ett befästningsverk, kommer att tas bort. Göteborgs Stadsledningskontor har i sitt yttrande om Västlänkens järnvägsplan villkoret att de berörda fornlämningarna så långt som möjligt ska bevaras, synliggöras och införlivas i den nya anläggningen.
Västlänken kommer att dras i en tunnel under Skansen Lejonet som ligger på Gullberget som är en kulle i spårområdet. Detta påverkar kullen och byggnadsverket. Trafikverket bedömer dock att det totala upplevelsevärdet påverkas positivt då Västlänkens tråg kommer att däckas över från Gullberget och 35 meter norrut. De spår som i dag (2016) går i marknivå på norra sidan av Gullberget kommer att tas bort, vilket gör att bil-, gång- och cykeltrafik kommer att kunna nå Skansen Lejonet planskilt från järnvägstrafiken.

## Trakasserier och skadegörelser
Jämte den intensiva Västlänksdebatten har det förekommit våld och trakasserier mot politiker och anställda på Trafikverket, och skadegörelse av Trafikverkets utrustning vid byggarbetsplatserna.
Sommaren 2015 figurerade en affisch med en manipulerad bild som visade två Västlänksförespråkande Göteborgspolitiker i förarhytten på ett brinnande tåg i en tunnel.
Vid ett av kommunfullmäktigemötena våren 2017 ska Västlänksdemonstranter, som höll en banderoll ovanför ingången, dragit ner banderollen i huvudet på ledamöter som var på väg in till mötet. Vid senare möten hänvisade polisen demonstranterna till en plats längre bort från ingången.
I december 2017 meddelade Trafikverket att de avsåg att polisanmäla flera händelser av urkundsförfalskning där ett tiotal tjänstemän som arbetar med Västlänken fått hemskickat varor och tjänster som de inte själva hade beställt, bland annat tidningsprenumerationer och husbesiktningar.
Vid förberedande arbeten för arbetstunneln vid Linnéplatsen i februari 2018 då ett tiotal träd skulle tas ner, klättrade en demonstrant upp i ett av träden vilket försenade arbetet.
Den direktsända byggstartsceremonin i maj 2018 stördes av en eller flera demonstranter som använde en megafon för att ropa ut sina budskap.
I september 2018 framkom det att Trafikverket under det gångna året gjort ett 20-tal polisanmälningar kopplade till Västlänksbygget. Bland annat ska säkerhetsutrustning med selar för arbete vid hög höjd ha utsatts för sabotage, men även händelser då arbetare ska ha utsatts för spottloskor och glåpord och hotfulla telefonsamtal på natten ska ha inträffat.
Våldet eskalerade i slutet av oktober 2018 då en Västlänken-arbetare som höll på att flytta träd i ett inhägnat område i Haga blev misshandlad av en person som kunde gripas på plats av polis. Några dagar senare gick Trafikverkets generaldirektör Lena Erixon ut i ett pressmeddelande och sa att det fick vara nog med hoten och trakasserierna.
I och med trakasserierna och sabotagen har Trafikverket valt att inte ha insynsmöjligheter i form av fönster i de staket som kommer att omge arbetsplatserna. På flera av Västlänkens arbetsplatser har väktare anlitats för att upprätthålla säkerheten.
Drivande motståndare till Västlänken har officiellt tagit avstånd från flera av händelserna, men samtidigt ifrågasatt sanningshalten i en del av Trafikverkets påståenden om de händelser som ska ha ägt rum.
Under påsken i april 2019 skedde en misstänkt skadegörelse av en vattenledning som försåg arbetstunneln vid Linnéplatsen med vatten, vilket ledde till att cirka 1000 kubikmeter vatten läckte ut i arbetstunneln. Skadegörelsen polisanmäldes och beräknades kosta cirka 7 miljoner kronor och ta cirka en vecka att återställa.

## Bildgalleri

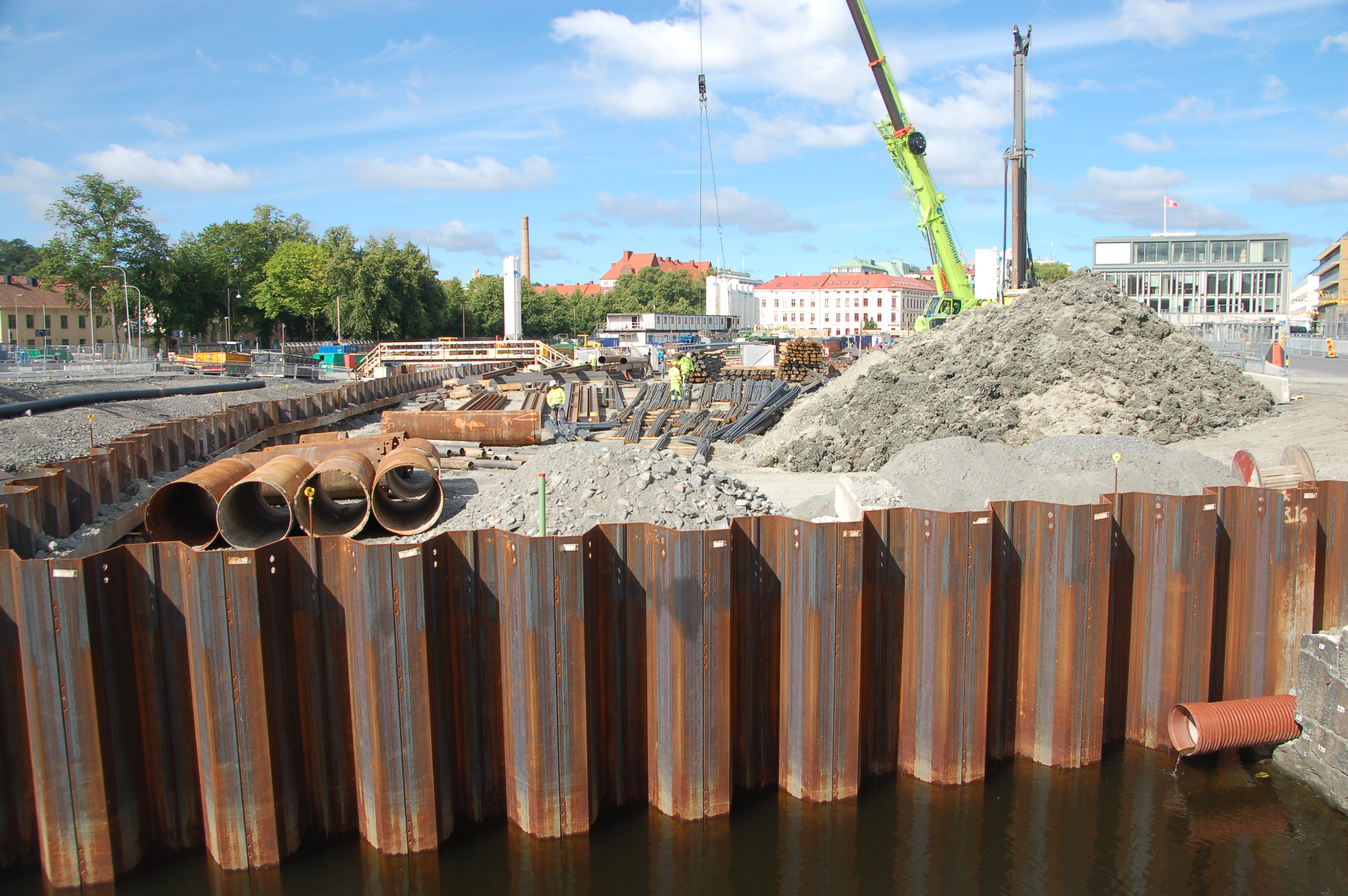
Västlänken, byggnation 2020 i kanalen i Rosenlund.
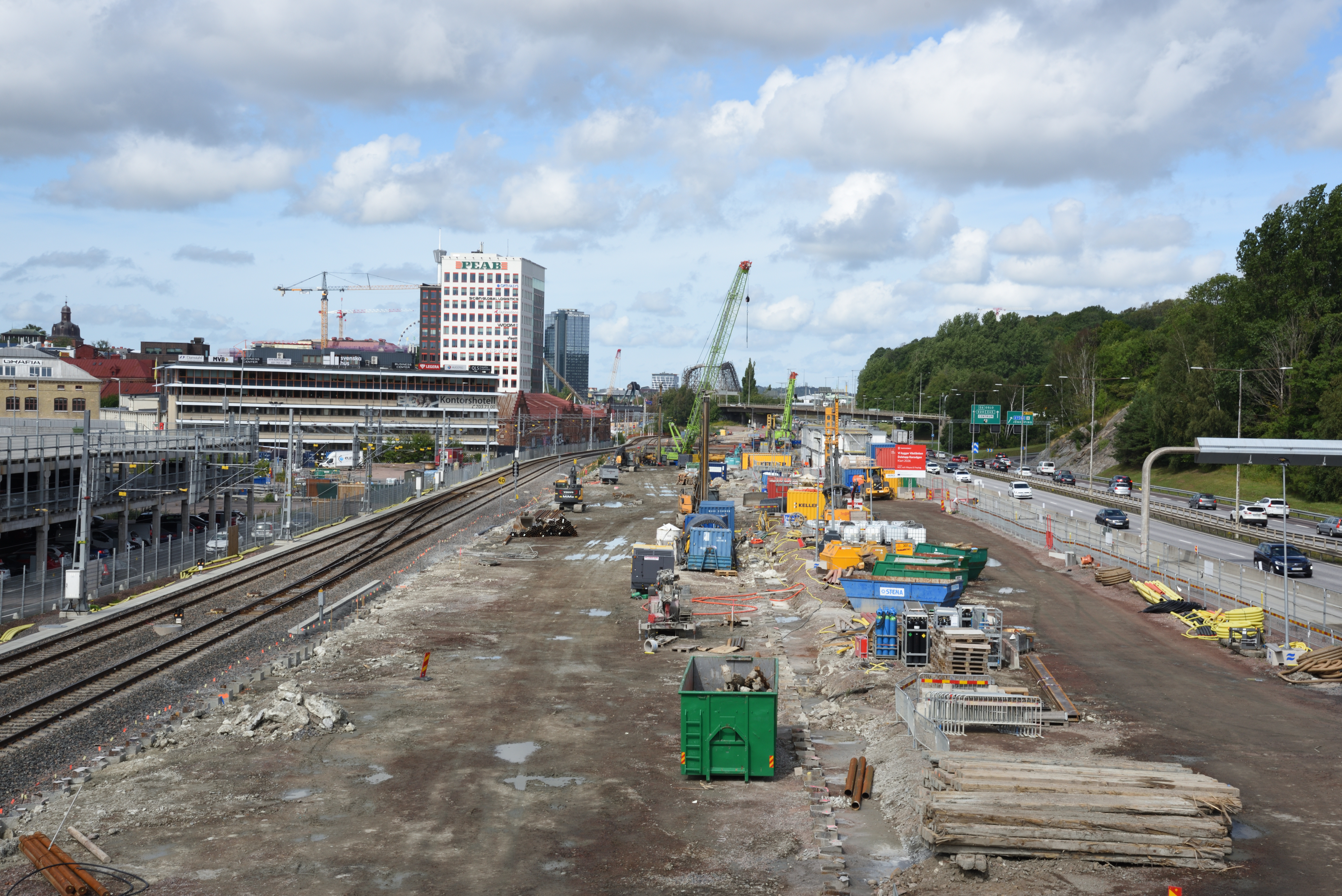
Bygget av Västlänken vid före detta Almedals station 2021.
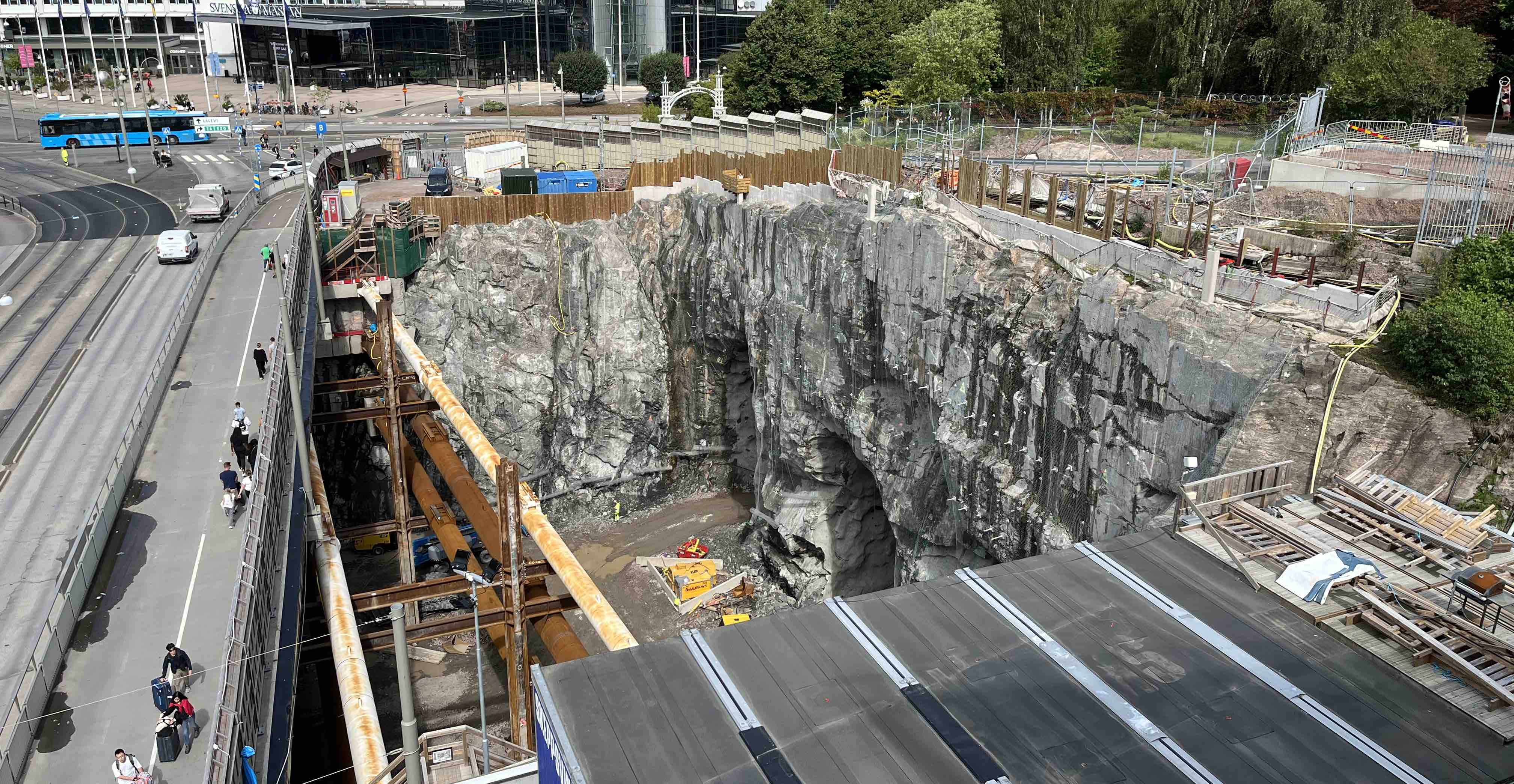
Västlänken vid Korsvägen station 2023.